# Хавасу

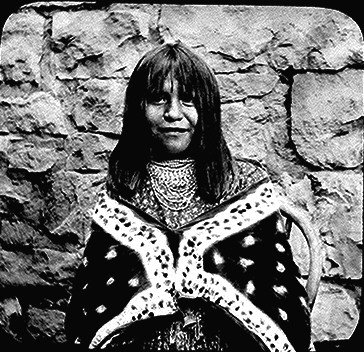
Дівчинка племені Гавасу, біля 1900 року.

Хавасу Бааджа, Гавасу (Havasu ’Baaja — «люди-блакитно-зеленої-води»), або звичайніше Хавасупай (Havasupai), — індіанське плем'я, що мешкає в північно-західній частині штату Аризона.

## Індіанці
Індіанці Хавасупай жили на цій землі протягом понад 800 років. Вони були напівкочевниками, оскільки вони займались у літні і весняні місяці сільським господарством у каньйоні, а взимку полювали на плато.
У 1880 році, уряд США створив резервацію для індіанців Гавасупай, площею 518 акрів на землях усередині каньйону. Протягом 93 років вони були обмежені перебуванням усередині каньйону, що призводило до більшого зосередження сил у сільському господарстві. У 1975, уряд США перерозподілив 185,000 акрів землі на користь Гавасупай. На сьогодні плем'я складається з 639 членів, і близько 200 інших осіб, хто претендує на спадщину Гавасупай.

## Гавасу потік

### Потік

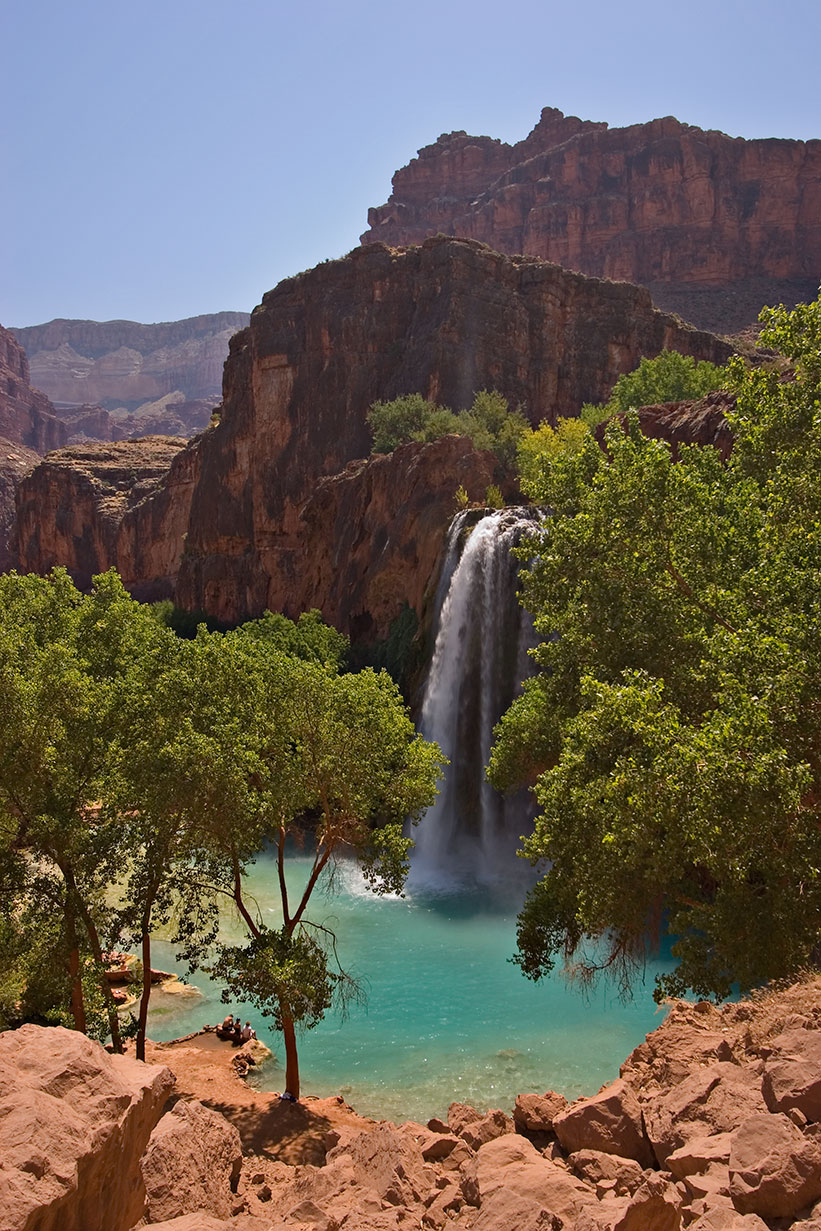
Водоспад Гавасу

Гавасу починається вище за каньйон як маленький струмок талого снігу і дощової води. Потік має довжину близько 50 миль до досягнення водоспаду. У каньйоні потік має підземне живлення. Температура води у потоці близько 21 °C весь рік. Потік відомий зеленим і синім кольором води, завдяки великій кількості карбонату кальцію розчинених у воді. Потік минає місто Супаї і впадає у Колорадо.
Водоспад Наваджо — перший великий водоспад в каньйоні. Він розташований за 1 ¼ милі від Супаї і є на лівому боці головного потоку. Водоспад має приблизно 70 футів висоти і складається з окремих перекатів.
Водоспад Гавасу — другий водоспад в каньйоні. Він знаходиться 36°15′18″ пн. ш. 112°41′52″ зх. д. / 36.25500° пн. ш. 112.69778° зх. д. (1 ½ милі від Супаї). Водоспад складається з одного каскаду і має висоту 120 футів.
Водоспад Муней- третій головний водоспад в каньйоні. Назван на честь Джеймса Мунея. Водоспад розташований за 2 ¼ милі від Супаї.
Водоспад Бивер — можливо четвертий водоспад, хоч багато хто вважає, що це — не водоспад, але просто набір маленьких водоспадів, розташованих близько один до одного. Водоспад розташований за 6 милях за течією від Супаї.
36°15′18″ пн. ш. 112°41′52″ зх. д. / 36.25500° пн. ш. 112.69778° зх. д.
| США | Це незавершена стаття з географії США. Ви можете допомогти проєкту, виправивши або дописавши її. |